# Белград-Главный
Здание старого Главного вокзала в Белграде (серб. Зграда старе Главне железничке станице), ранее вокзал Белград-Главный — бывший главный железнодорожный вокзал в центре Белграда. Построен между 1882 и 1885 годами по плану архитектора Драгутина Милутиновича, имеет статус памятника культуры большого значения (объявлен в 1983 году). Закрыт для движения 1 июля 2018 года, после чего началась его реконструкция для размещения в нём Исторический музей Сербии.

## История
[[Датотека:Pályaudvar, Ganz gyártmányú Árpád sorozatú (TAS) sínautóbusz, mögötte egy milánói ALn Breda motorvonat. Fortepan 23237.jpg|мини|слева|Презентация моторвагонного поезда в Белграде в 1937 году.]]
Строительство здания напрямую связано с прокладкой первой железнодорожной линии в Королевстве Сербия, Белград—Ниш, завершённой в 1884 году. Место, где был построен вокзал, носило название Цыганский пруд (серб. Циганска бара), а позже Бара-Венеция.
Первый поезд с этого вокзала отправился в Земун с дворцовыми почестями, 20 августа (1 сентября по новому стилю) 1884 года. Первыми пассажирами были король Милан I Обренович, королева Наталия и наследный принц Александр, направлявшиеся в Вену. На торжественном открытии присутствовало более 200 иностранных гостей и несколько тысяч граждан.
На протяжении своей истории вокзал служил как пассажирской, так и грузовой станцией. В рамках проекта «Белград на воде» было решено перенести главный железнодорожный узел на станцию Белград-Центр (Прокоп). Вокзал был окончательно закрыт для движения 1 июля 2018 года. После закрытия было принято решение адаптировать здание под нужды Исторического музея Сербии.

## Архитектура
Здание вокзала является одним из самых монументальных зданий Белграда и символом бывшей королевской столицы. Оно было спроектировано в академическом духе как представительное здание со сложной планировкой. В архитектурной композиции доминирует центральный ризалит главного входа в духе классицизма, увенчанный треугольным тимпаном. Своим специфическим решением здание является свидетельством технического и архитектурного развития Сербии в последние десятилетия XIX века.

## Галерея

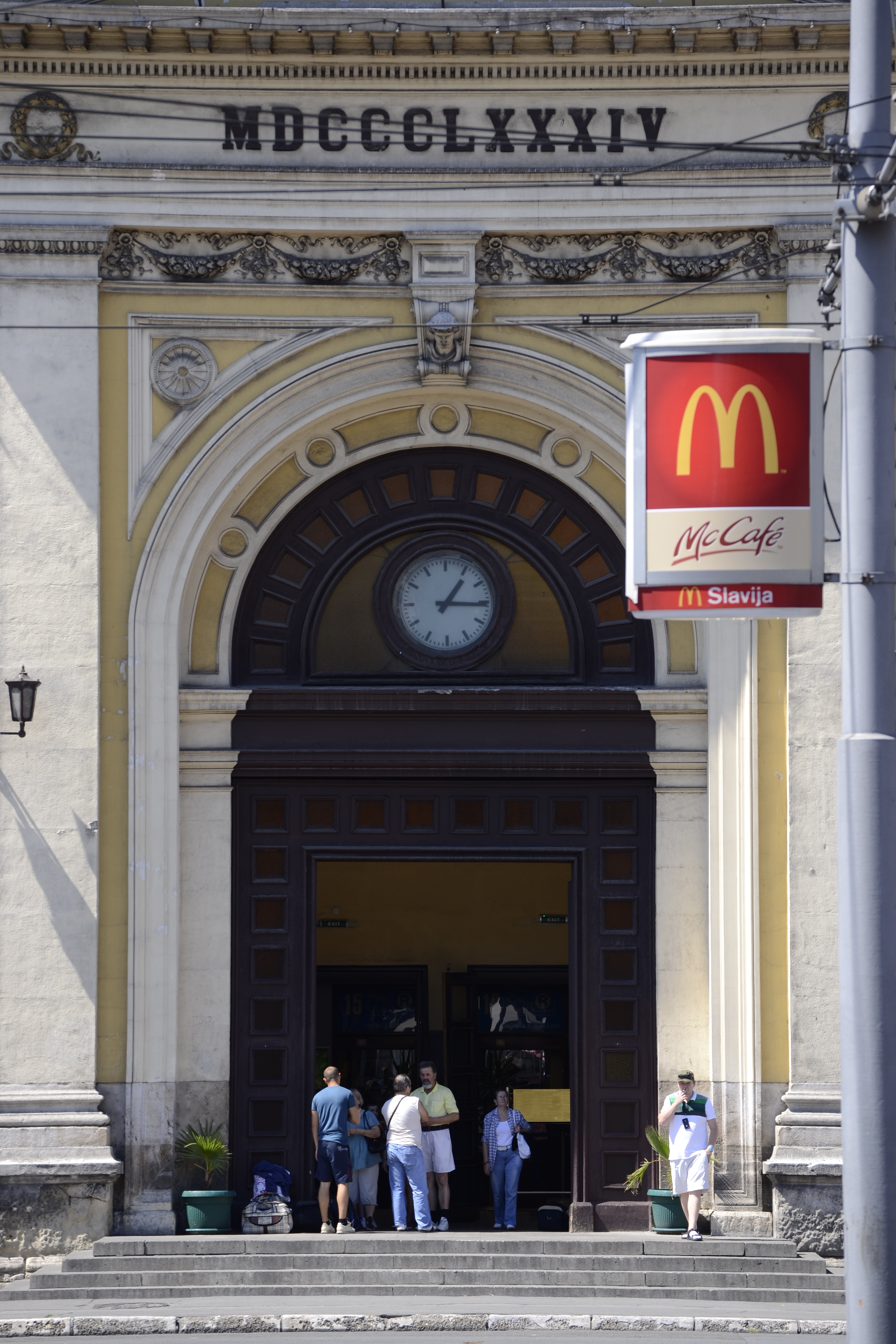
Детали фасада, 2012 г.
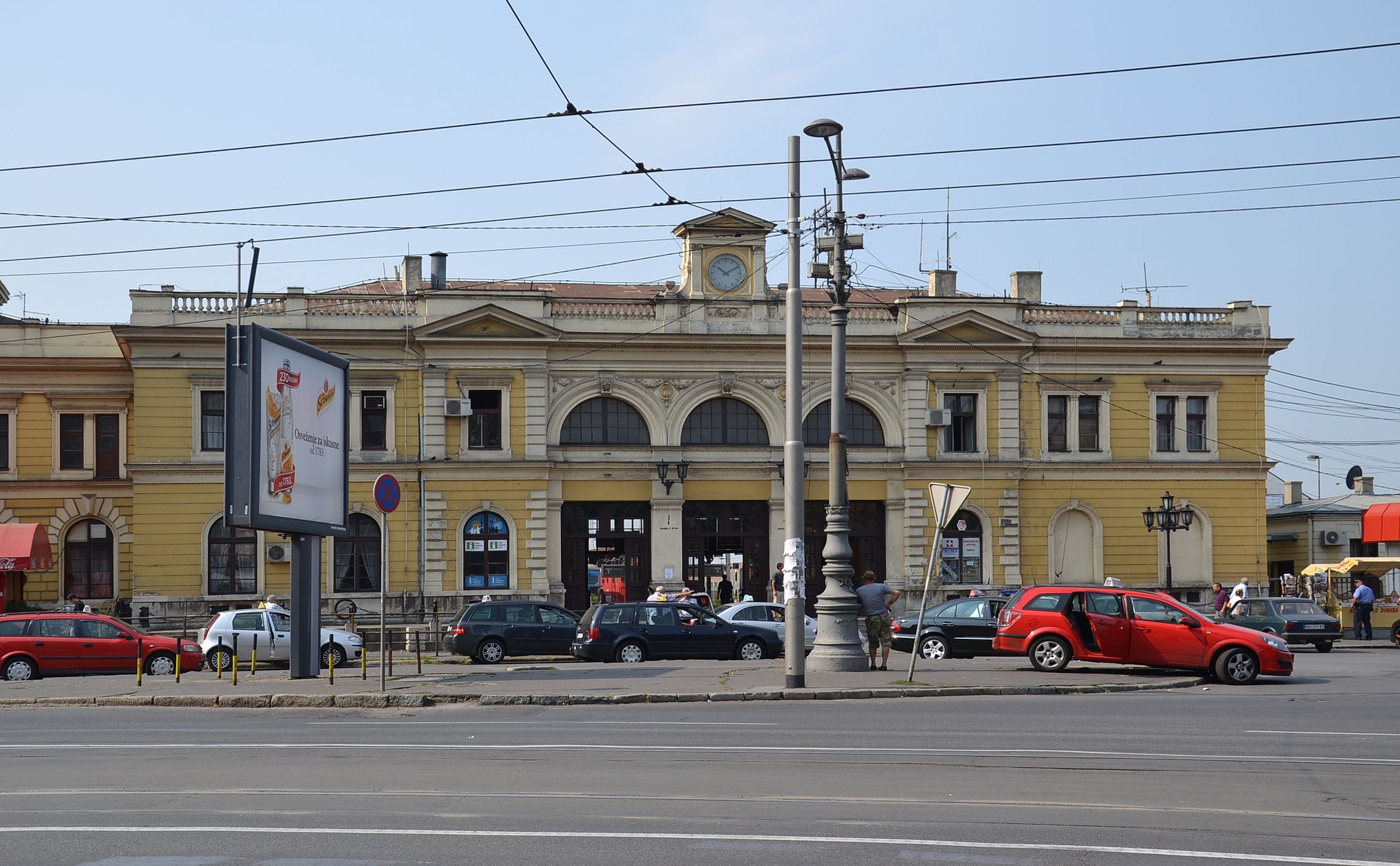
Вид на здание
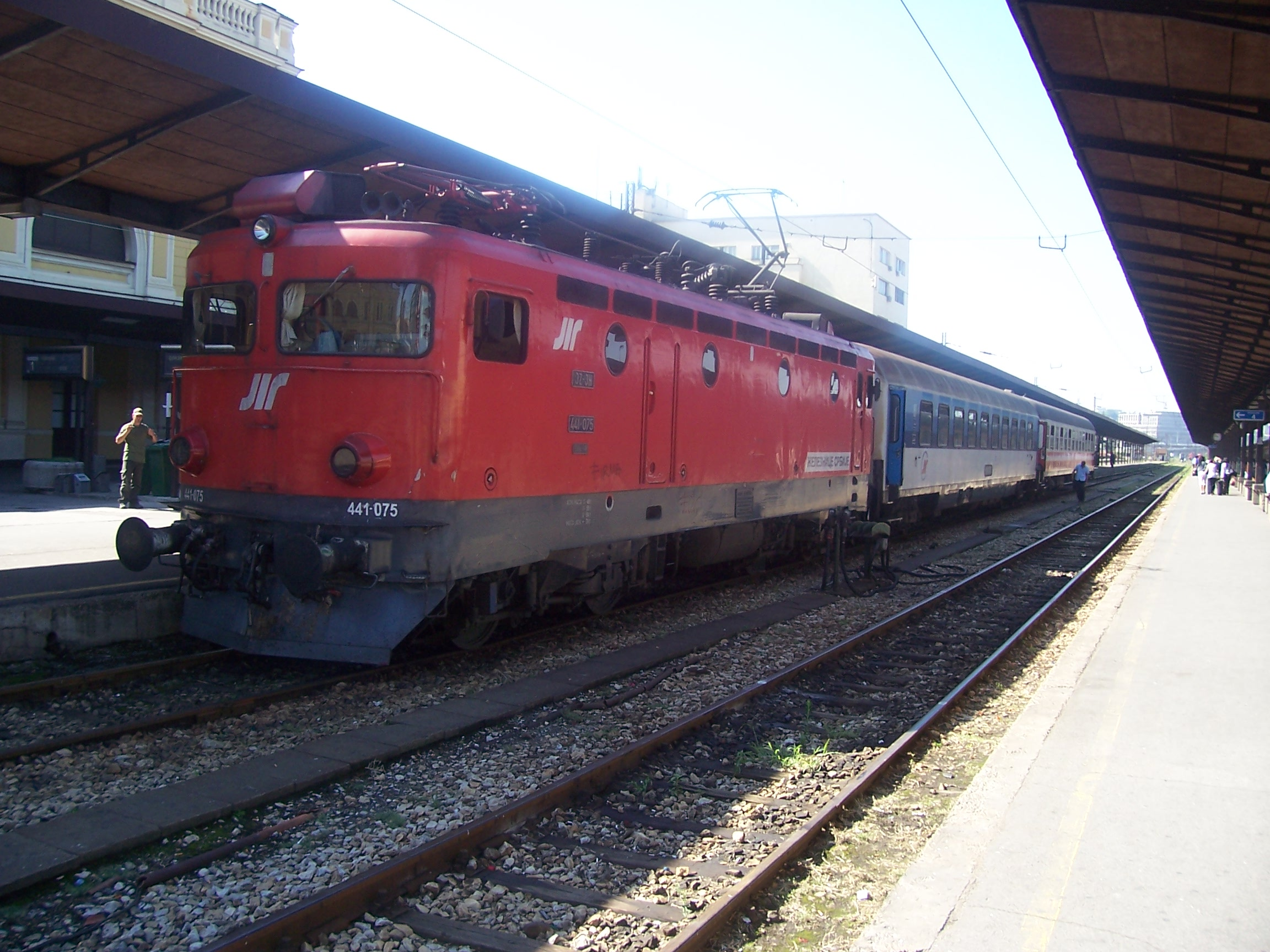
Вокзал во время работы, 2008 г.
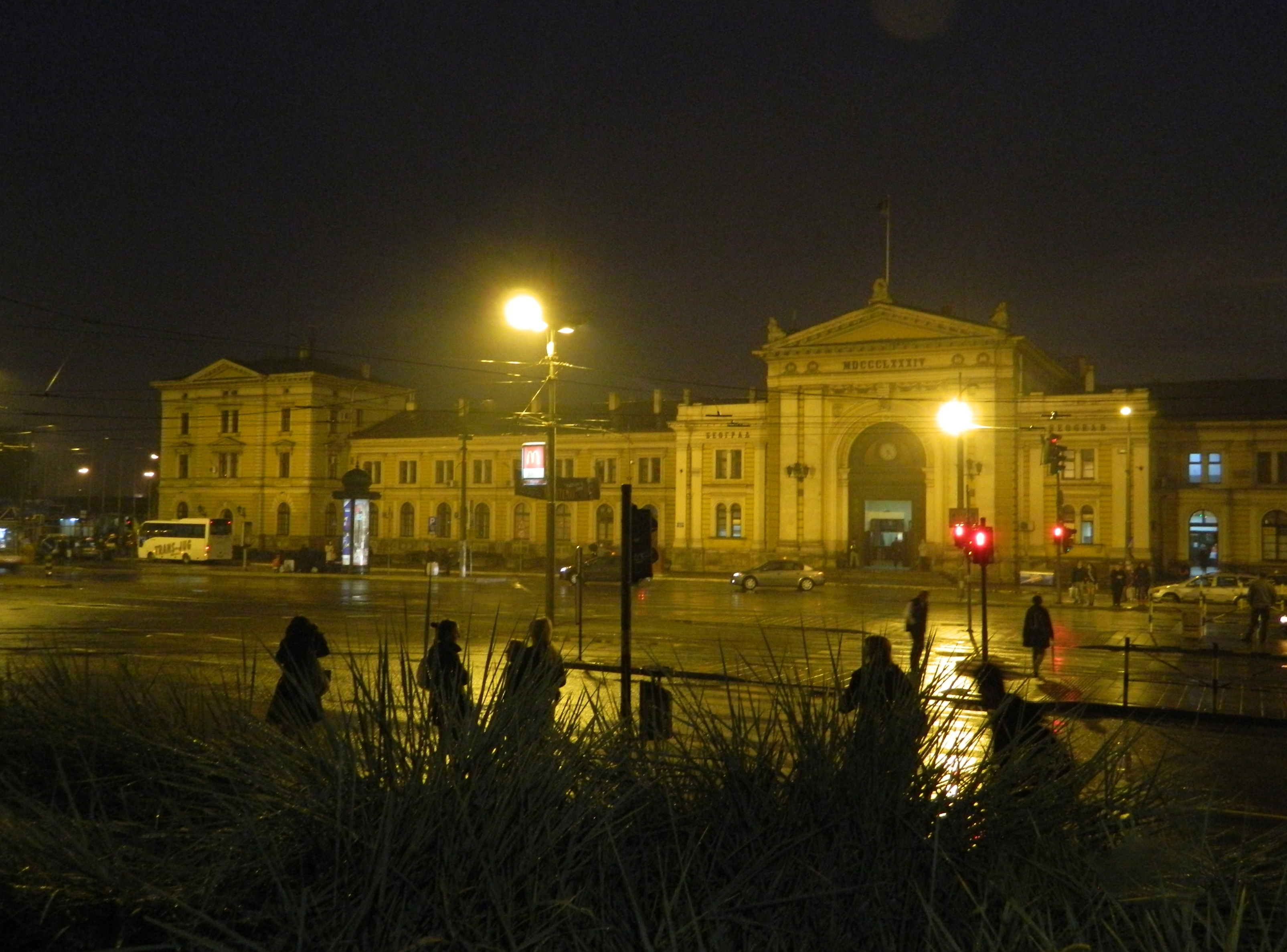
Ночной вид
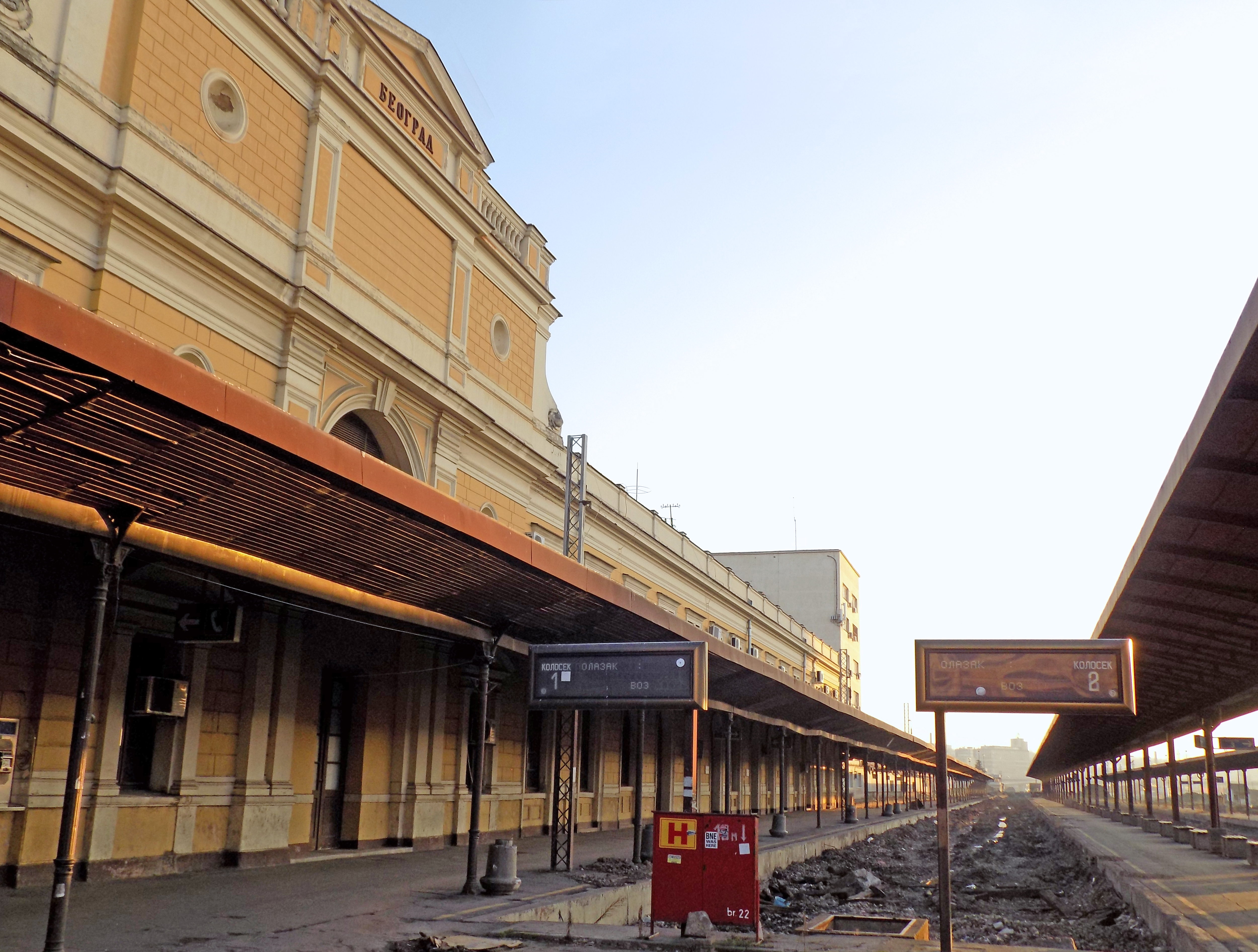
Закрытый вокзал, 2019 г.
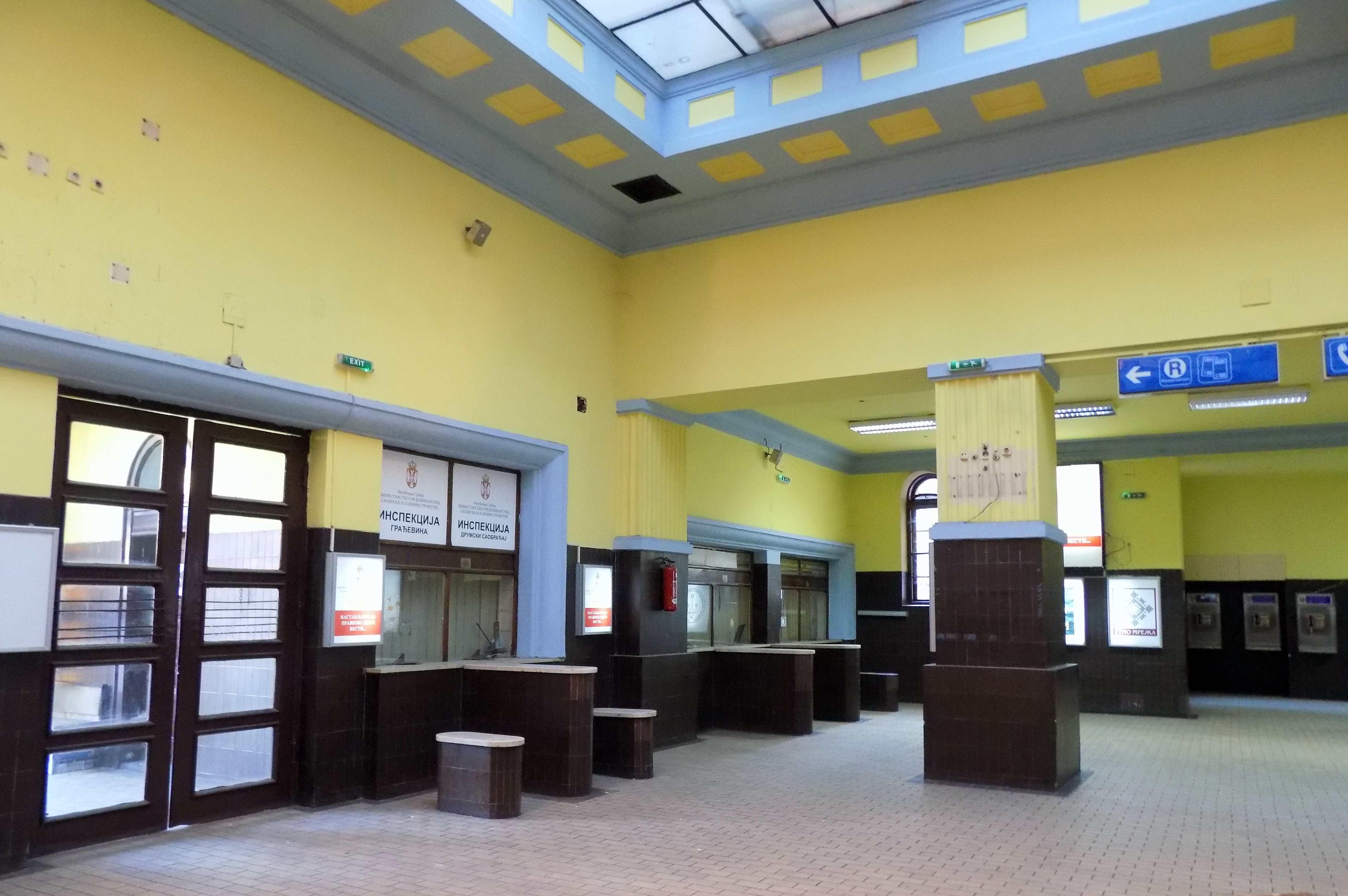
Кассовый зал после закрытия, 2019 г.
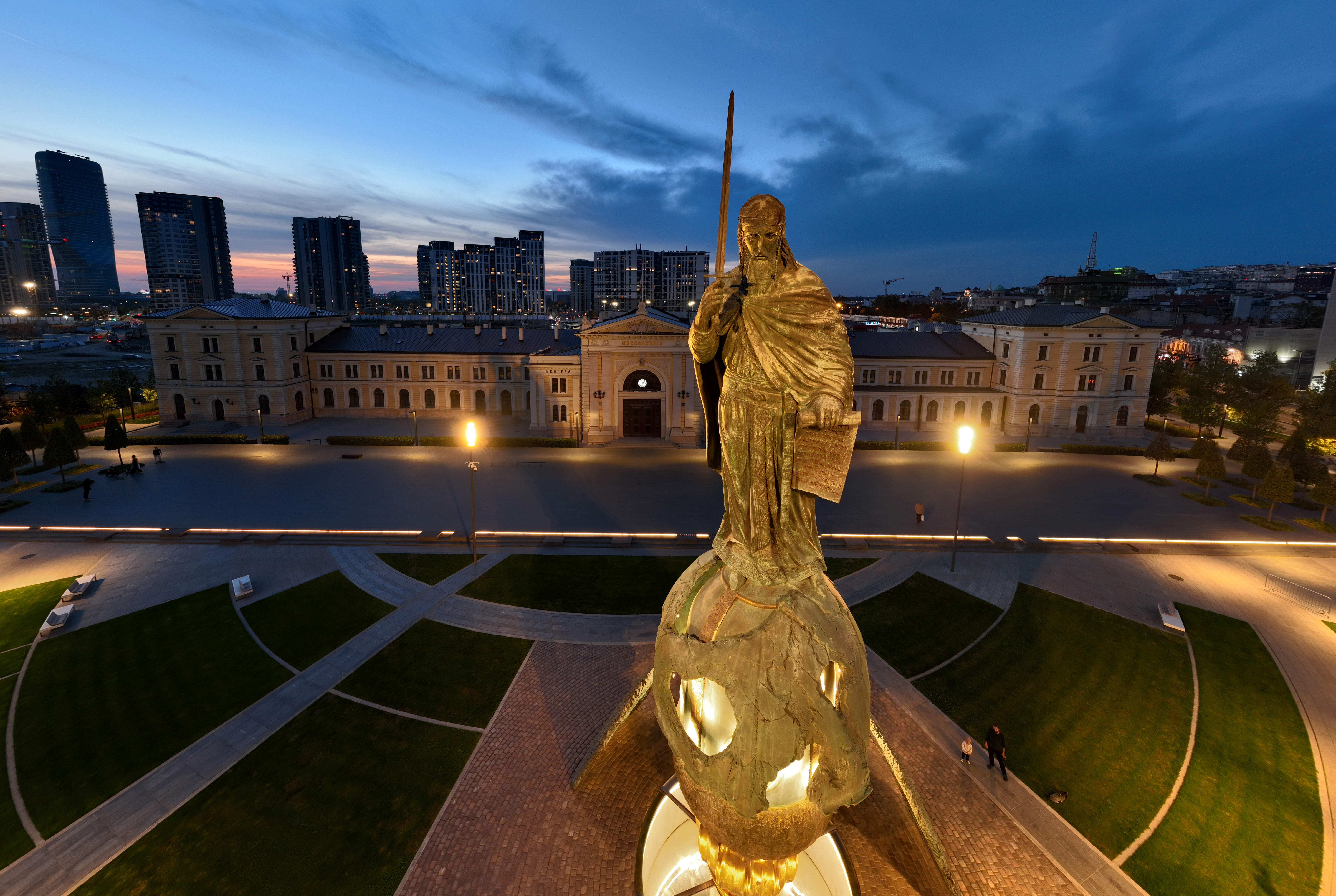
Здание вокзала и памятник Стефану Немане на Савской площади, 2023 г.
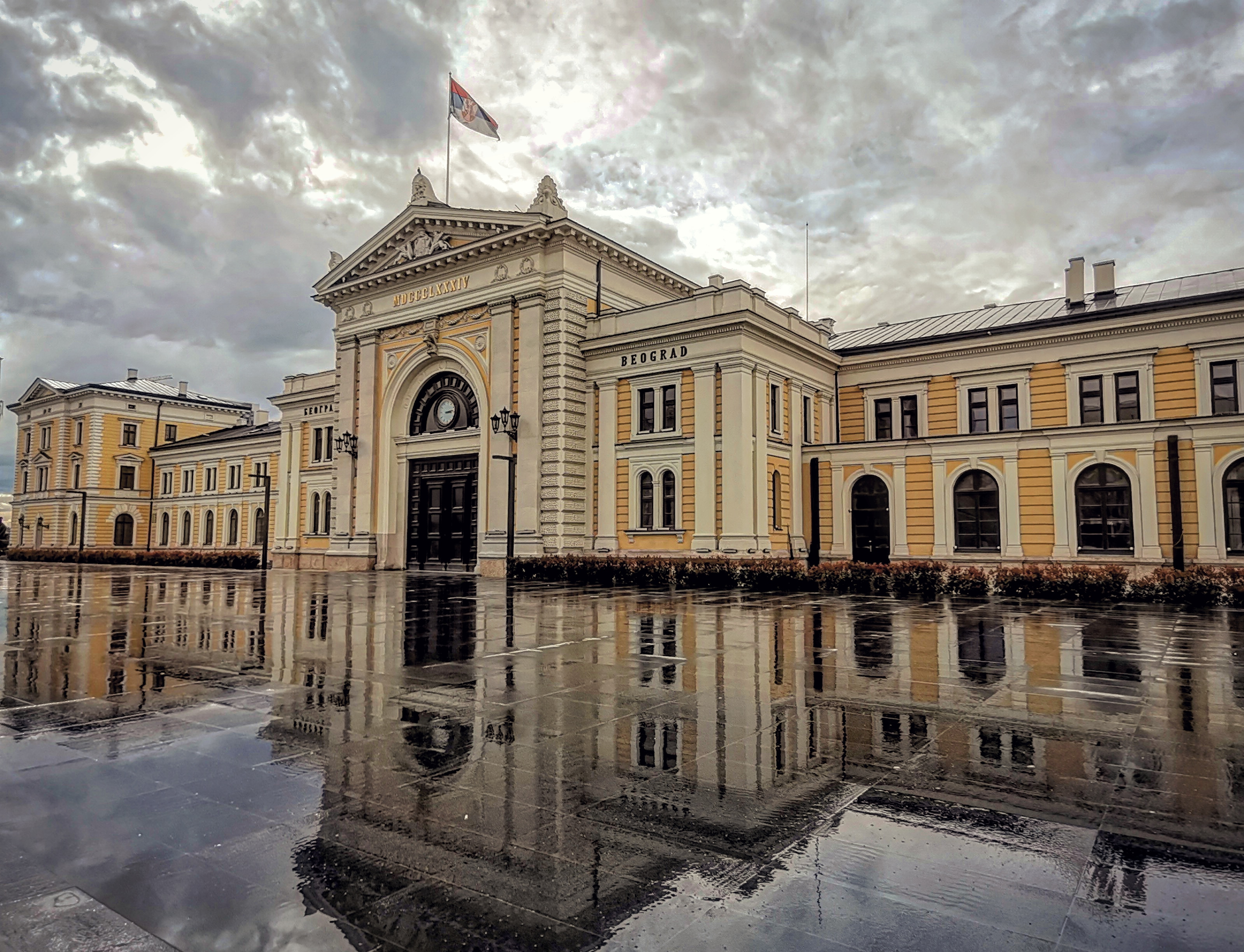
Здание во время реконструкции, 2024 г.